# Sæbygårds län
Sæbygårds län var ett danskt län fram till 1662. Det bestod av Løve härad.